# Ducati 848 evo
Die Ducati 848 evo ist ein Motorrad der Kategorie Supersportler bzw. Superbikes des italienischen Herstellers Ducati. Sie stammt aus der Modellreihe 848 / 1098 / 1198 und ist die überarbeitete Version der 848.
Die 848 evo, das sogenannte Face-Lift-Modell, erschien im Jahre 2011 und ist standardmäßig in den Farben Rot, Matt-Schwarz (dark stealth) und in Weiß (arctic white) verfügbar. Am 9. September 2013 wurde mit der 899 Panigale auf der IAA der Nachfolger der 848 evo vorgestellt.